# District de Nyaruguru
Nyaruguru est l'un des 30 districts du Rwanda. Il est situé dans la province du Sud

## Secteurs
Nyaruguru est divisé en 14 secteurs. Son Chef-lieu est Kibeho.